# Clayton Anderson
Clayton Conrad Anderson (Omaha, 23 febbraio 1959) è un ex astronauta statunitense.
Anderson è nato in Nebraska, è sposato con Susan Jane Harreld ed ha due figli. Nel 1981 ha conseguito un bachelor of science con lode in fisica dall'Hastings College seguìto nel 1983 da un master in ingegneria aerospaziale presso l'Iowa State University di Ames. Dopo il master ha iniziato a lavorare per la NASA presso il Johnson Space Center.
Nel giugno del 1998 è stato scelto come astronauta con la qualifica di specialista di missione. È stato ingegnere di volo di riserva degli equipaggi Expedition 12, 13 e 14 ed è inserito nell'equipaggio Expedition 15 diretto verso la Stazione spaziale internazionale. È partito con la missione STS-117 dello Shuttle nel giugno 2007 ed è rientrato a novembre con la STS-120 (alla quale ha partecipato anche Paolo Nespoli).
È tornato nello spazio con la missione STS-131 in cui ha compiuto 3 attività extraveicolari allo scopo di sostituire un contenitore di ammoniaca sulla stazione spaziale, insieme all'astronauta Richard Mastracchio.